# وندر غيرلز
وندر غيرلز (Wonder Girls) (هانغل: 원더걸스) هي فرقة فتيات كورية جنوبية والمنتج والمدير الخاص بهم هو المغنى وكاتب الاغانى باك جين يونغ وهم تحت إشراف وإدارة وكالة الترفيه جاي واي بي إنترتينمنت و قد تم اختيار كل عضوة من الاعضاء الخمسة الاصليين من خلال الاختبارات. وكانت بداية نشاطهم 2007 وانتهى نشاطهم في 2017 واعضاء الفرقة هن (يينى، يو بين، سن، هيليم سون مي، هيونا وسو هي.)

## روابط خارجية
- وندر غيرلز على موقع IMDb (الإنجليزية)
- وندر غيرلز على موقع ميوزك برينز (الإنجليزية)
- وندر غيرلز على موقع أول ميوزيك (الإنجليزية)
- وندر غيرلز على موقع ديسكوغز (الإنجليزية)